# ميرنا فاهى
ميرنا فاهى (بالإنجليزية: Myrna Fahey) هي عارضة وممثلة أمريكية، ولدت في 12 مارس 1933 بكارمل في الولايات المتحدة، وتوفيت في 6 مايو 1973 بسانتا مونيكا في الولايات المتحدة بسبب سرطان.

## وصلات خارجية
- ميرنا فاهى على موقع IMDb (الإنجليزية)
- ميرنا فاهى على موقع إن إن دي بي (الإنجليزية)
- ميرنا فاهى على موقع قاعدة بيانات الفيلم (الإنجليزية)